# Унгри
Унгри, Унґурь (рум. Unguri) — село в Молдові в Окницькому районі. Утворює окрему комуну.

## Географія
Розташоване на правому березі річки Дністер на висоті 91 метру над рівнем моря. В селі є міст «Дружба», який пов'язує Молдову з Україною. Діє місцевий пункт пропуску з Україною Унгри—Бронниця.

## Історія
Перша письмова згадка про поселення 26 листопада 1629 року.
Згідно зі «Статистичним словником Бесарабії» селі знаходиться храм Різдва Богородиці, який був побудований в 1780 року.

## Населення
Національний склад села (2014, %):
| національність    | кількість осіб | частка, % |
| ----------------- | -------------- | --------- |
| українці          | 1212           | 89,45     |
| молдовани         | 87             | 6,42      |
| росіяни           | 23             | 1,70      |
| інші / не вказали | 33             | 2,44      |

Повсякденна мова мешканців села (2014, %):
| мова       | кількість осіб | частка, % |
| ---------- | -------------- | --------- |
| українська | 1228           | 90,63     |
| російська  | 88             | 6,49      |
| молдовська | 12             | 0,89      |
| не вказали | 27             | 1,99      |

## Галерея

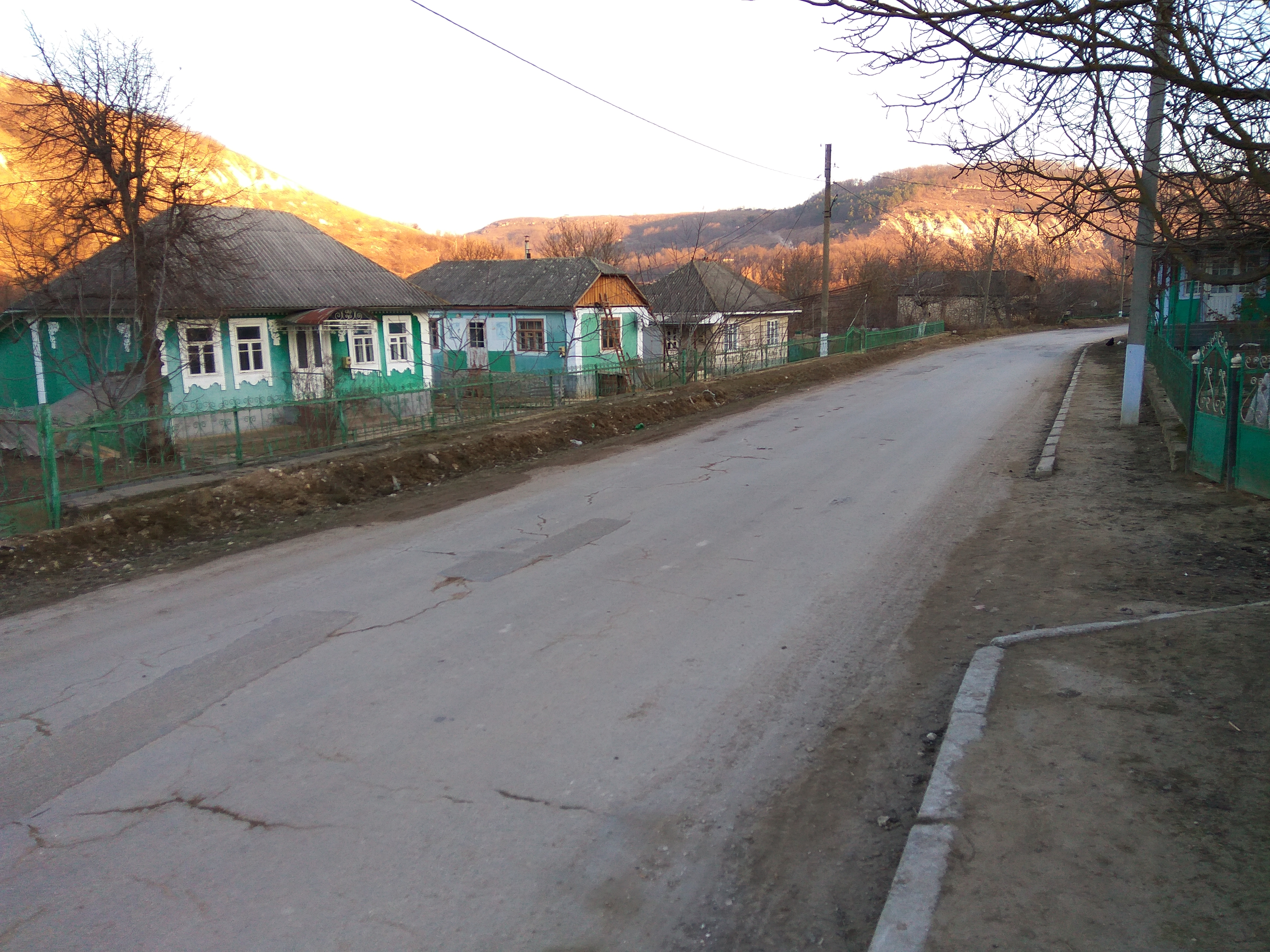
Сільська вулиця
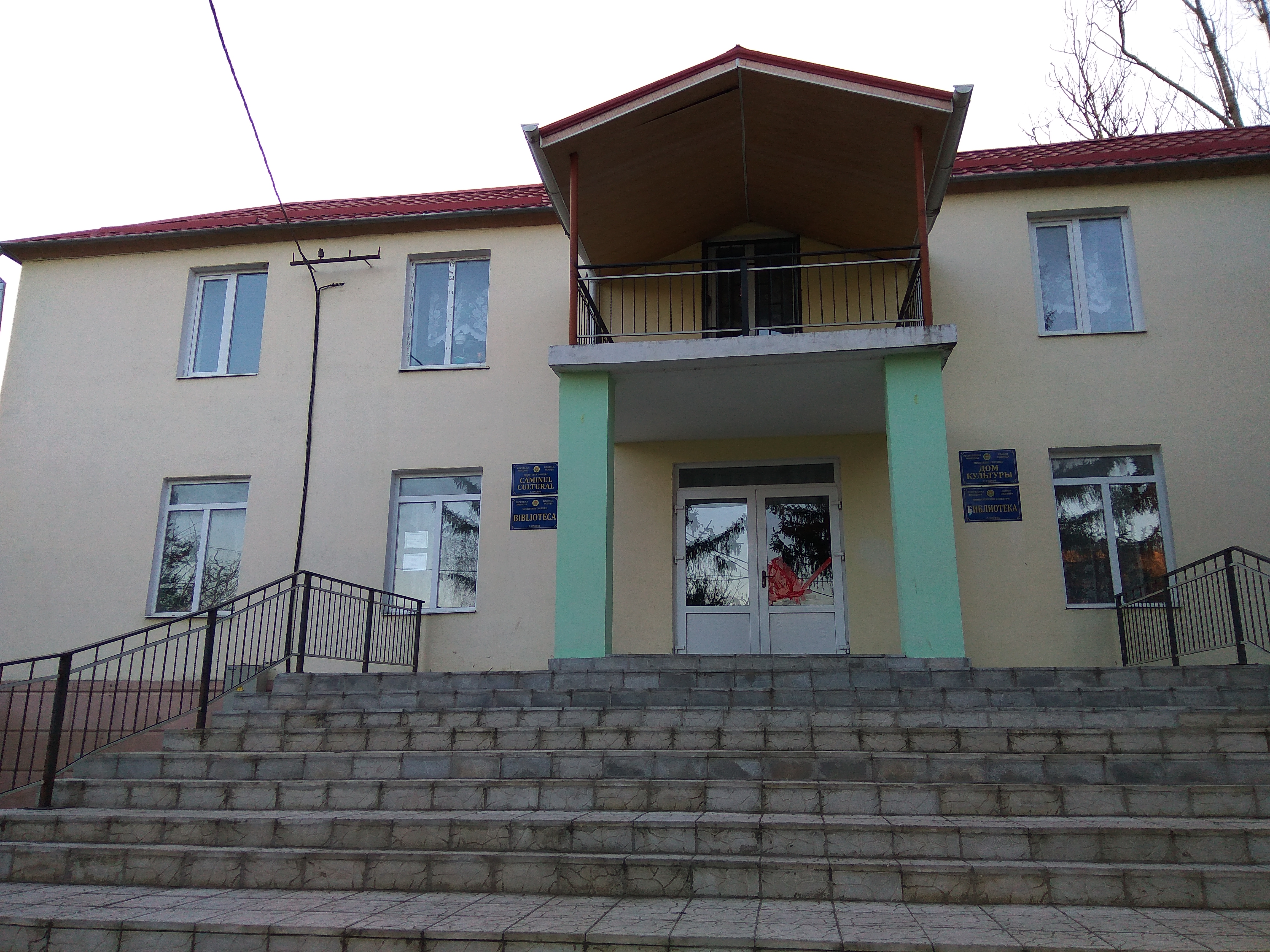
Бібліотека
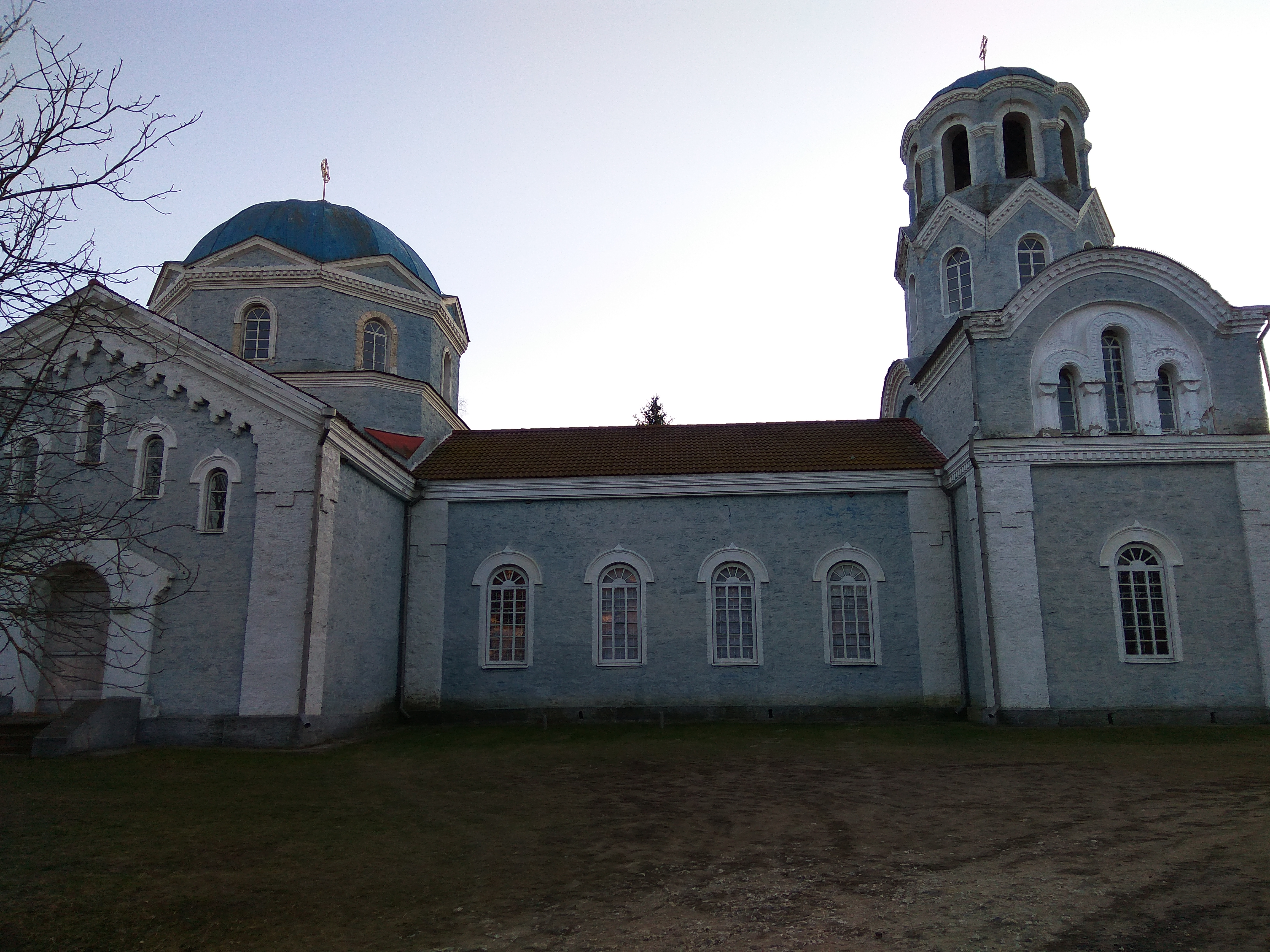
Церква
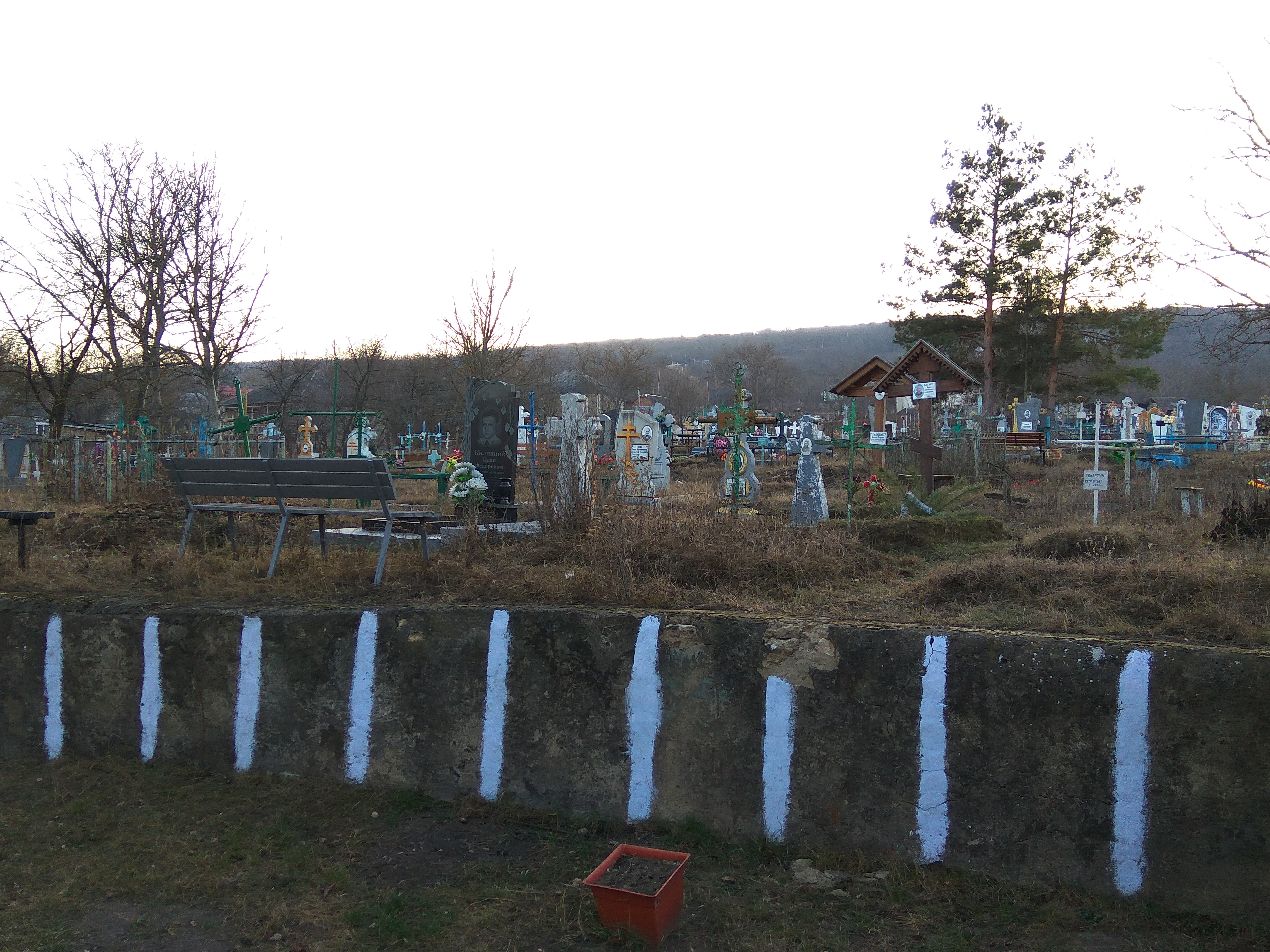
Кладовище
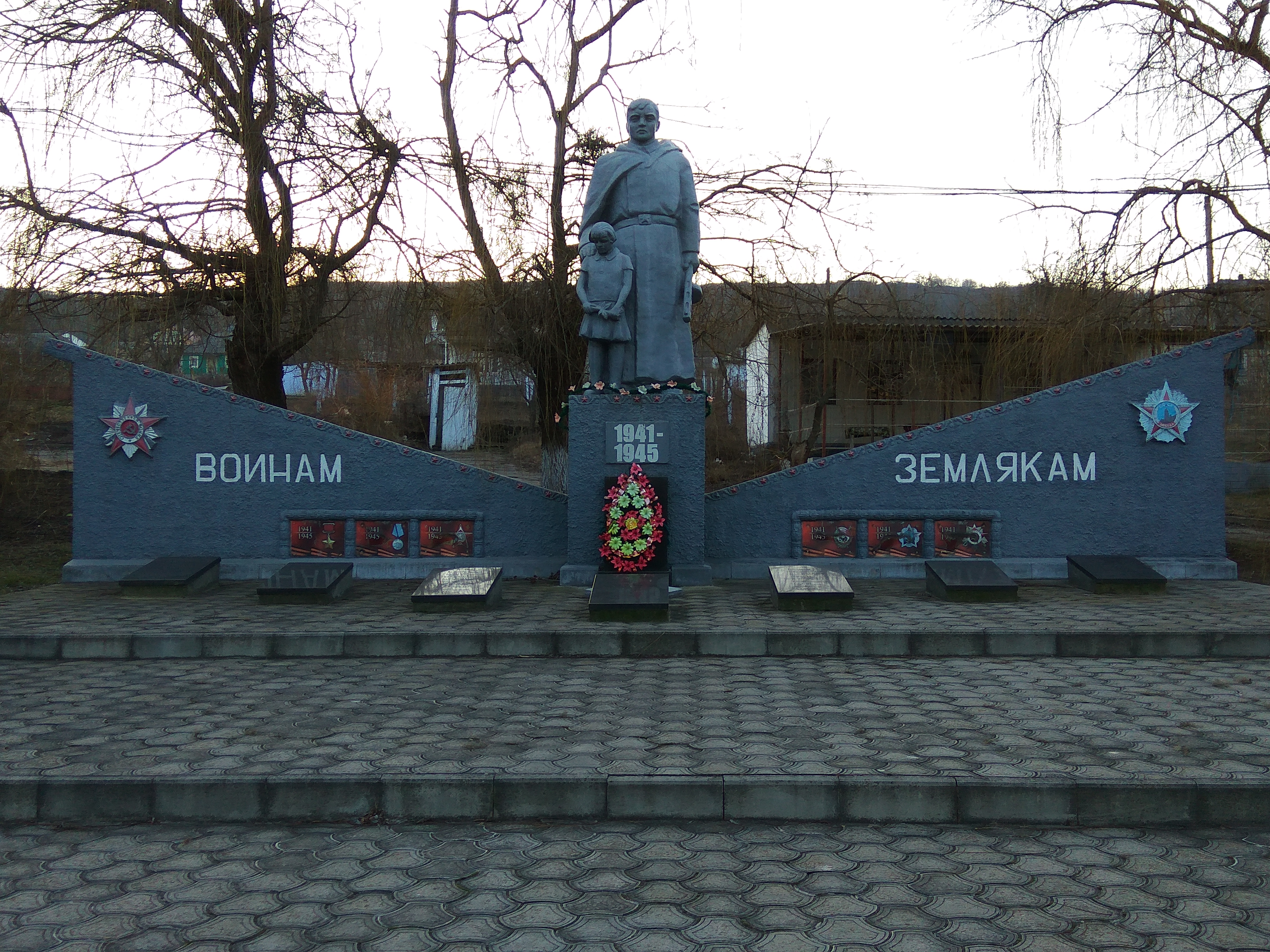
Пам'ятник воїнам-односельчанам
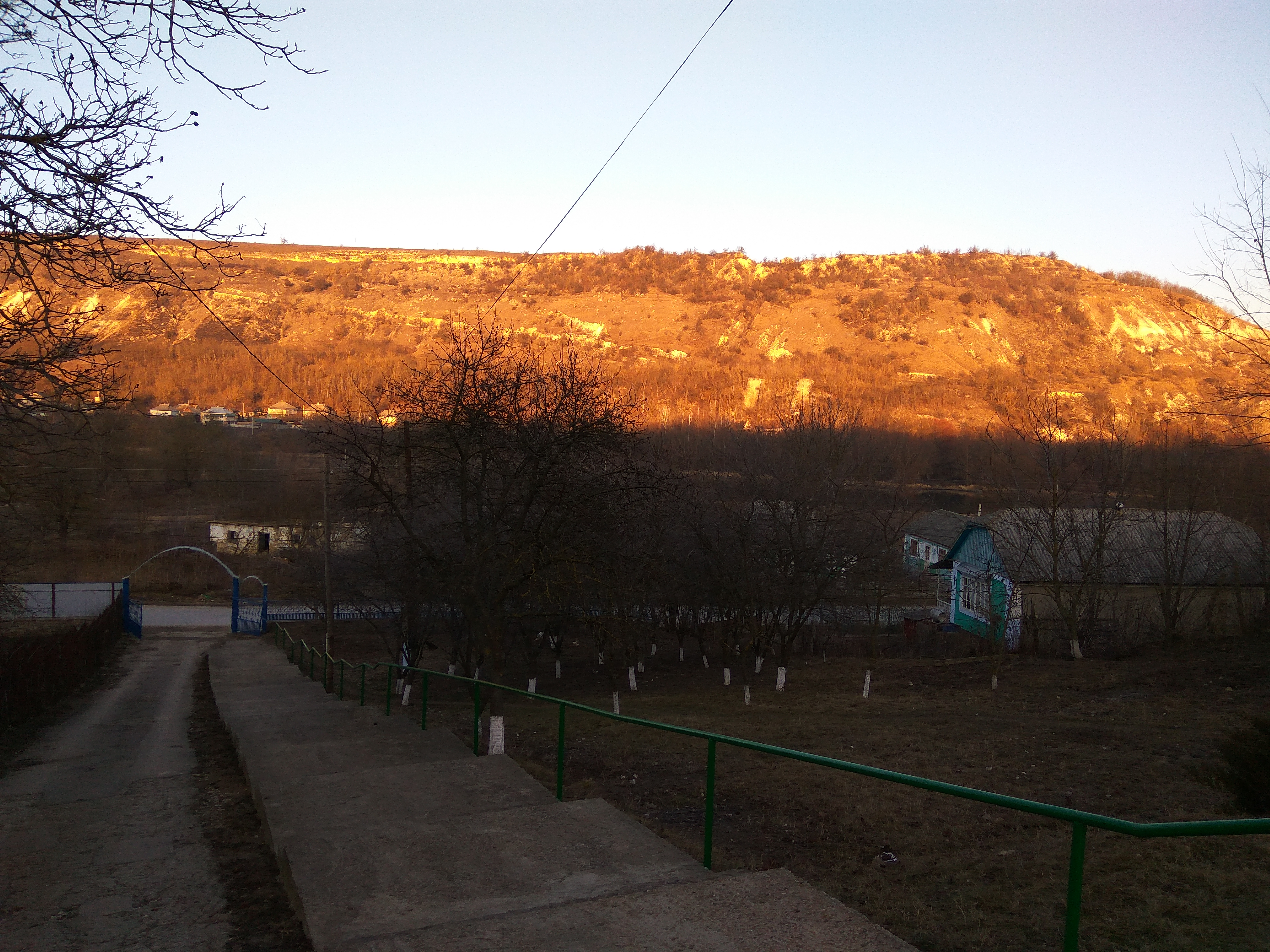
Вид на Унгри та Бронницю
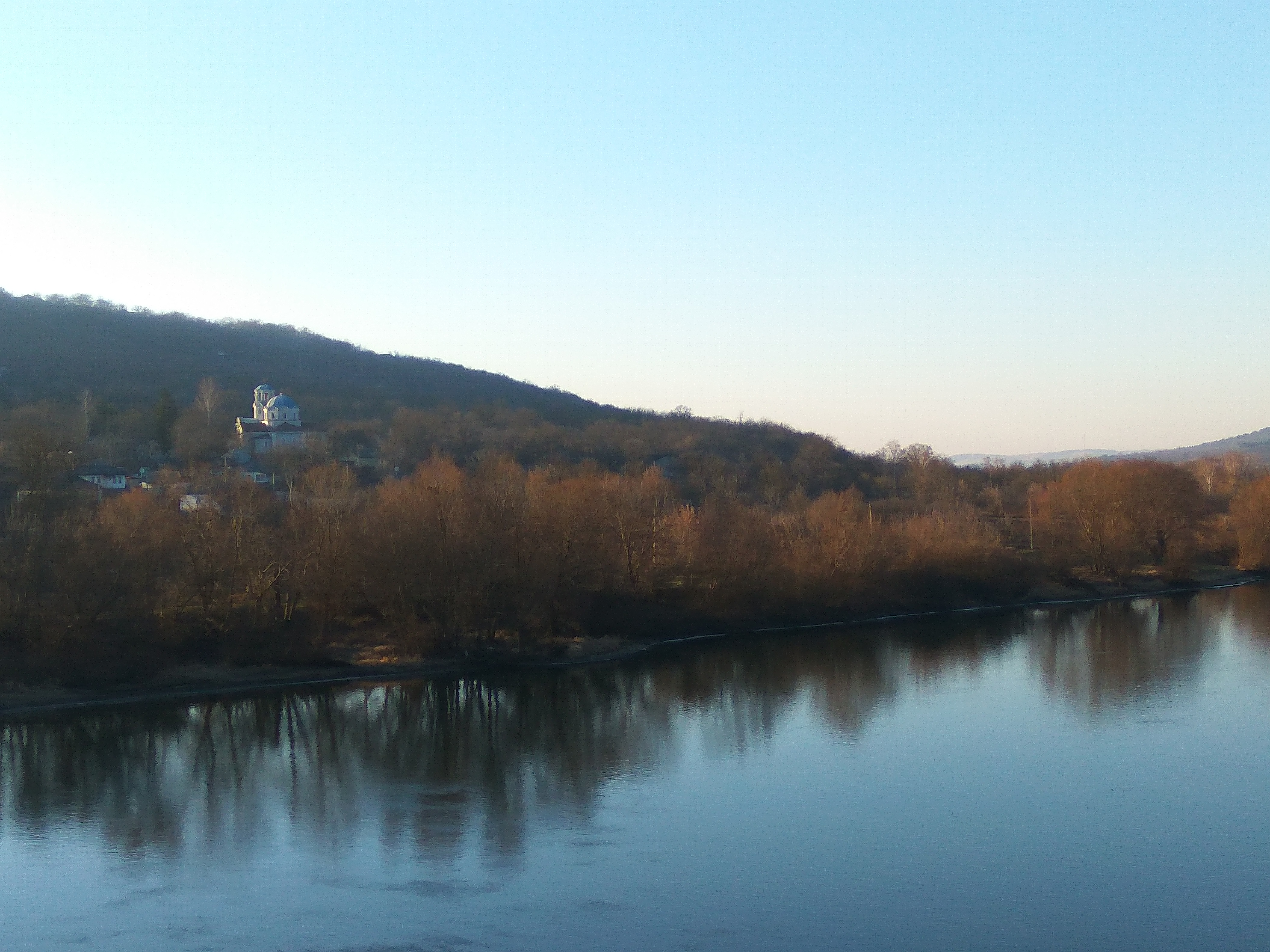
Вид на церкву з моста через Дністер
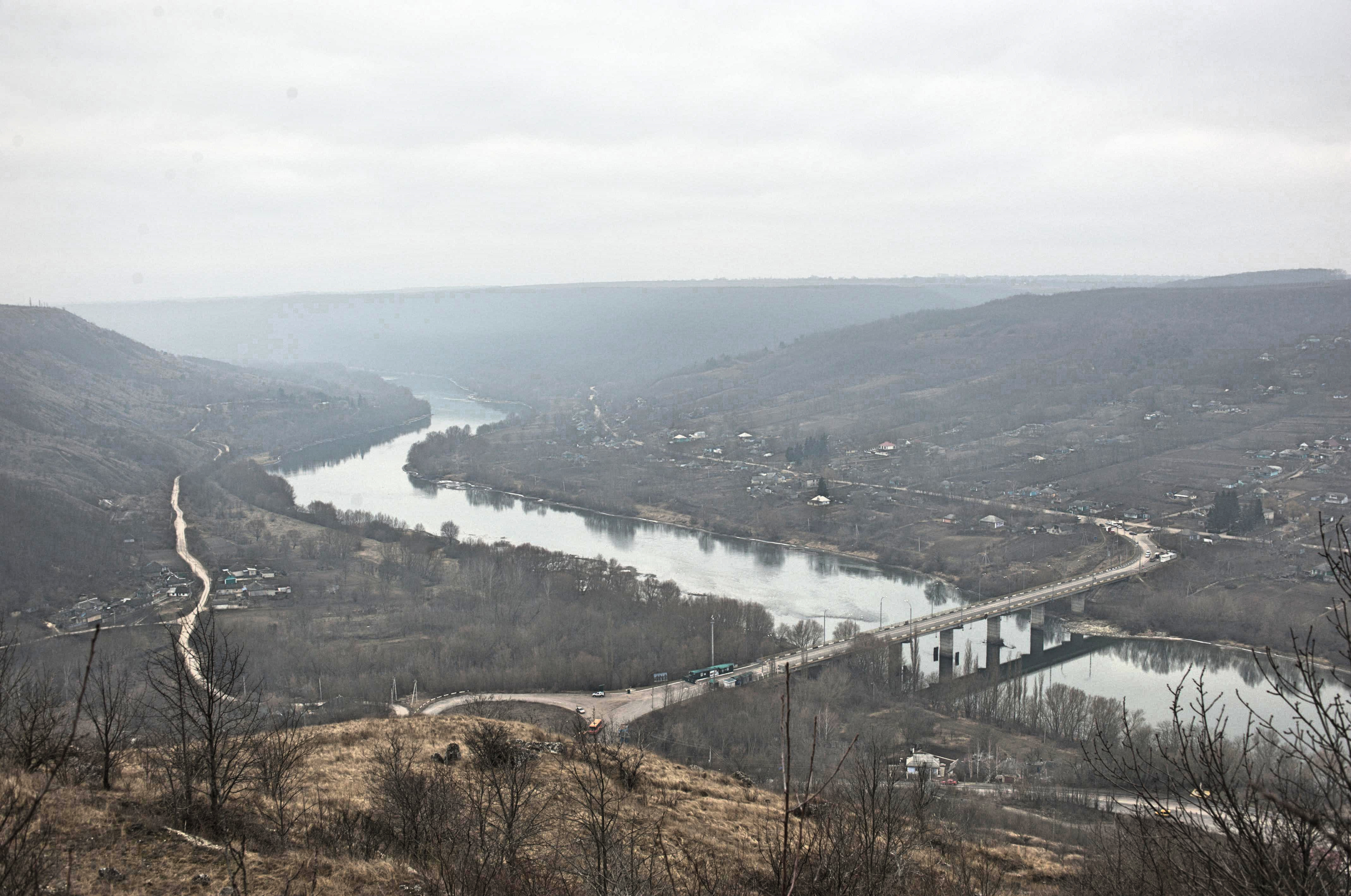
Вид на село з Бронницької гори